# 上頓別駅

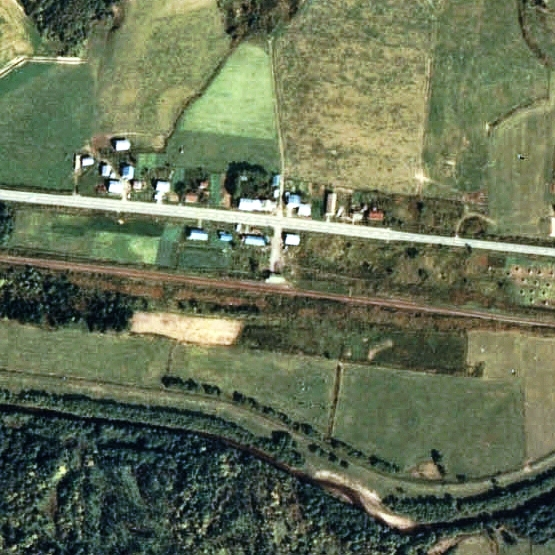
1977年の上頓別駅と周囲約500m範囲。左が中頓別方面。既に無人化されて駅舎ホーム側に棒線化されているが、かつては相対式ホーム2面2線と駅舎右側に貨物ホームと引込み線、駅裏に副本線をもつ一般駅であった。ストックヤードは貨物ホーム側が良く使用されていたようである。

上頓別駅（かみとんべつえき）は、かつて北海道（宗谷支庁）枝幸郡中頓別町字上頓別に設置されていた、北海道旅客鉄道（JR北海道）天北線の駅（廃駅）である。電報略号はミト。事務管理コードは▲121903。

## 歴史
- 1916年（大正5年）10月1日 - 鉄道院宗谷線小頓別駅 - 中頓別駅間の延伸開通に伴い、開業[1]。一般駅[1]。
- 1919年（大正8年）10月20日 - 路線名を宗谷本線に改称し、それに伴い同線の駅となる。
- 1930年（昭和5年）4月1日 - 音威子府駅 - 稚内駅間を宗谷本線から削除し路線名を北見線に改称し、それに伴い同線の駅となる。
- 1949年（昭和24年）6月1日 - 公共企業体である日本国有鉄道に移管。
- 1961年（昭和36年）4月1日 - 路線名が天北線に改称され、それに伴い同線の駅となる。
- 1973年（昭和48年）9月17日 - 貨物・荷物の取り扱いを廃止[3]。同時に無人駅化され[4]、列車交換設備も撤去。
- 1987年（昭和62年）4月1日 - 国鉄分割民営化により、北海道旅客鉄道（JR北海道）の駅となる[1]。
- 1989年（平成元年）5月1日 - 天北線の全線廃止に伴い、廃駅となる[1]。

### 駅名の由来
頓別川の上流域にあることから「上」を冠した。

## 駅構造
廃止時点で、1面1線の単式ホームを有する地上駅であった。ホームは、線路の北側（南稚内方面に向かって右手側）に存在した。分岐器を持たない棒線駅となっていた。かつては2面2線の相対式ホームを有する列車交換可能な交換駅で、原木の集散駅であった。
無人駅となっていたが、有人駅時代の駅舎が残っていた。駅舎は構内の北側に位置し、ホームに接していた。

## 駅周辺
小さな集落がある。
- 北海道道647号兵安上頓別停車場線
- 国道275号（頓別国道）
- 頓別川[8]
- 八号沢 - 駅から約2km。ヤマベの釣り場[7]。
- 宗谷バス天北宗谷岬線「上頓別」停留所

## 利用状況
乗車人員の推移は以下のとおり。年間の値のみ判明している年については、当該年度の日数で除した値を括弧書きで1日平均欄に示す。乗降人員のみが判明している場合は、1/2した値を括弧書きで記した。
| 年度               | 乗車人員 | 乗車人員 | 出典   | 備考 |
| 年度               | 年間     | 1日平均  | 出典   | 備考 |
| ------------------ | -------- | -------- | ------ | ---- |
| 1921年（大正10年） |          | 17       | [ 9 ]  |      |
| 1935年（昭和10年） |          | 25       | [ 9 ]  |      |
| 1953年（昭和28年） |          | 50       | [ 9 ]  |      |
| 1978年（昭和53年） |          | 20       | [ 10 ] |      |

## 駅跡
1997年（平成9年）時点では駅舎とホーム、駅名標がそっくり残存しており、駅舎はかなり痛んではいたものの、ライダーハウスに再利用されていた。だが老朽化が激しく、2002年（平成14年）8月以降に撤去され、2011年（平成23年）時点では更地になっていた。

## 隣の駅
北海道旅客鉄道
天北線
小頓別駅 - 上頓別駅 - 恵野駅